# マクシミリアン・バイアー
マクシミリアン・バイアー（Maximilian Beier, 2002年10月17日 - ）は、ドイツのプロサッカー選手。ドイツ代表。ボルシア・ドルトムント所属。ポジションはフォワード。

## 経歴

### クラブ
ブランデンブルク・アン・デア・ハーフェルで生まれ、地元のブランデンブルガーでキャリアをスタートさせた。その後エネルギー・コットブスを経て、2018年にホッフェンハイムの下部組織へと移った。
トップチームにも召集されるようになり、2020年2月8日、リーグ第21節のフライブルク戦で後半に交代出場し、トップチームデビュー。17歳114日での出場は、ニクラス・ジューレが保持していた記録を4か月ほど更新し、クラブの最年少出場記録となった。
2020年10月、ホッフェンハイムと2024年6月までのプロ契約を締結。12月10日、UEFAヨーロッパリーグのヘント戦に先発出場し、プロ初となる2ゴールとアンドレイ・クラマリッチへのアシストも記録し、4-1での勝利に貢献した。
2021年8月19日、2. ブンデスリーガのハノーファーにローン移籍。
2022年6月8日、ローン契約が延長され、2022-23シーズンもハノーファーでプレイすることとなった。
2023年8月26日、リーグ第2節のハイデンハイム戦でブンデスリーガ初ゴールを挙げ、この試合でアシストも記録した。10月25日、ホッフェンハイムとの契約を2年延長し、2027年6月末までとすることで合意。このシーズンを通じて活躍し、最終的に得点ランク5位となる16ゴールを挙げた。
2024年8月12日、5年契約でボルシア・ドルトムントに完全移籍。

### 代表
2019年、U-17代表に選出されUEFA U-17欧州選手権に出場。全3試合に出場し、初戦のイタリア戦ではゴールを挙げたが、ドイツはグループステージで敗退した。
2023年9月8日、ウクライナとの親善試合でU-21代表初出場。この試合でゴールを挙げ、チームの勝利に貢献。UEFA U-21欧州選手権予選ではブルガリア戦でキャプテンを務め、エストニア戦でゴールを挙げるなど主力として活躍。
2024年3月14日、フランスおよびオランダとの親善試合に臨むA代表に初招集された。6月3日、ウクライナとの親善試合でA代表初出場。
UEFA EURO 2024のメンバーに選出され、グループステージのスイス戦に途中出場した。

## 個人成績

### クラブ
| 国内大会個人成績 | 国内大会個人成績 | 国内大会個人成績 | 国内大会個人成績 | 国内大会個人成績 | 国内大会個人成績 | 国内大会個人成績 | 国内大会個人成績 | 国内大会個人成績 | 国内大会個人成績 | 国内大会個人成績 | 国内大会個人成績 |
| 年度             | クラブ           | 背番号           | リーグ           | リーグ戦         | リーグ戦         | リーグ杯         | リーグ杯         | オープン杯       | オープン杯       | 期間通算         | 期間通算         |
| 年度             | クラブ           | 背番号           | リーグ           | 出場             | 得点             | 出場             | 得点             | 出場             | 得点             | 出場             | 得点             |
| ドイツ           | ドイツ           | ドイツ           | ドイツ           | リーグ戦         | リーグ戦         | リーグ杯         | リーグ杯         | DFBポカール      | DFBポカール      | 期間通算         | 期間通算         |
| ---------------- | ---------------- | ---------------- | ---------------- | ---------------- | ---------------- | ---------------- | ---------------- | ---------------- | ---------------- | ---------------- | ---------------- |
| 2019-20          | ホッフェンハイム | 35               | ブンデスリーガ   | 6                | 0                | -                | -                | 0                | 0                | 6                | 0                |
| 2020-21          | ホッフェンハイム | 35               | ブンデスリーガ   | 3                | 0                | -                | -                | 0                | 0                | 3                | 0                |
| 2021-22          | ハノーファー     | 14               | 2.ブンデス       | 30               | 3                | -                | -                | 3                | 4                | 33               | 7                |
| 2022-23          | ハノーファー     | 14               | 2.ブンデス       | 33               | 7                | -                | -                | 2                | 1                | 35               | 8                |
| 2023-24          | ホッフェンハイム | 14               | ブンデスリーガ   | 33               | 16               | -                | -                | 2                | 0                | 35               | 16               |
| 2024-25          | ドルトムント     | 14               | ブンデスリーガ   |                  |                  | -                | -                |                  |                  |                  |                  |
| 通算             | ドイツ           | ドイツ           | ブンデスリーガ   | 42               | 16               | -                | -                | 2                | 0                | 44               | 16               |
| 通算             | ドイツ           | ドイツ           | 2.ブンデス       | 63               | 10               | -                | -                | 5                | 5                | 68               | 15               |
| 総通算           | 総通算           | 総通算           | 総通算           | 105              | 26               | 0                | 0                | 7                | 5                | 112              | 31               |

### 代表
| ドイツ代表 | 国際Aマッチ | 国際Aマッチ |
| 年         | 出場        | 得点        |
| ---------- | ----------- | ----------- |
| 2024       | 2           | 0           |
| 通算       | 2           | 0           |